# Sebring-Vanguard Citicar
Sebring-Vanguard Citicar ist ein Pkw-Modell der US-amerikanischen Herstellers Sebring-Vanguard, das von 1974 bis 1977 gebaut wurde. Es war bis zum Erfolg des Tesla Roadster 2011 das meistverkaufte Elektroauto in den USA. Sebring-Vanguard wurde an die Commuter Vehicles, Inc. verkauft. Dieses Unternehmen stellte gleichartige Fahrzeuge (das Comuta-Car und den Comuta-Van) von 1979 bis 1982 her.

## Geschichte

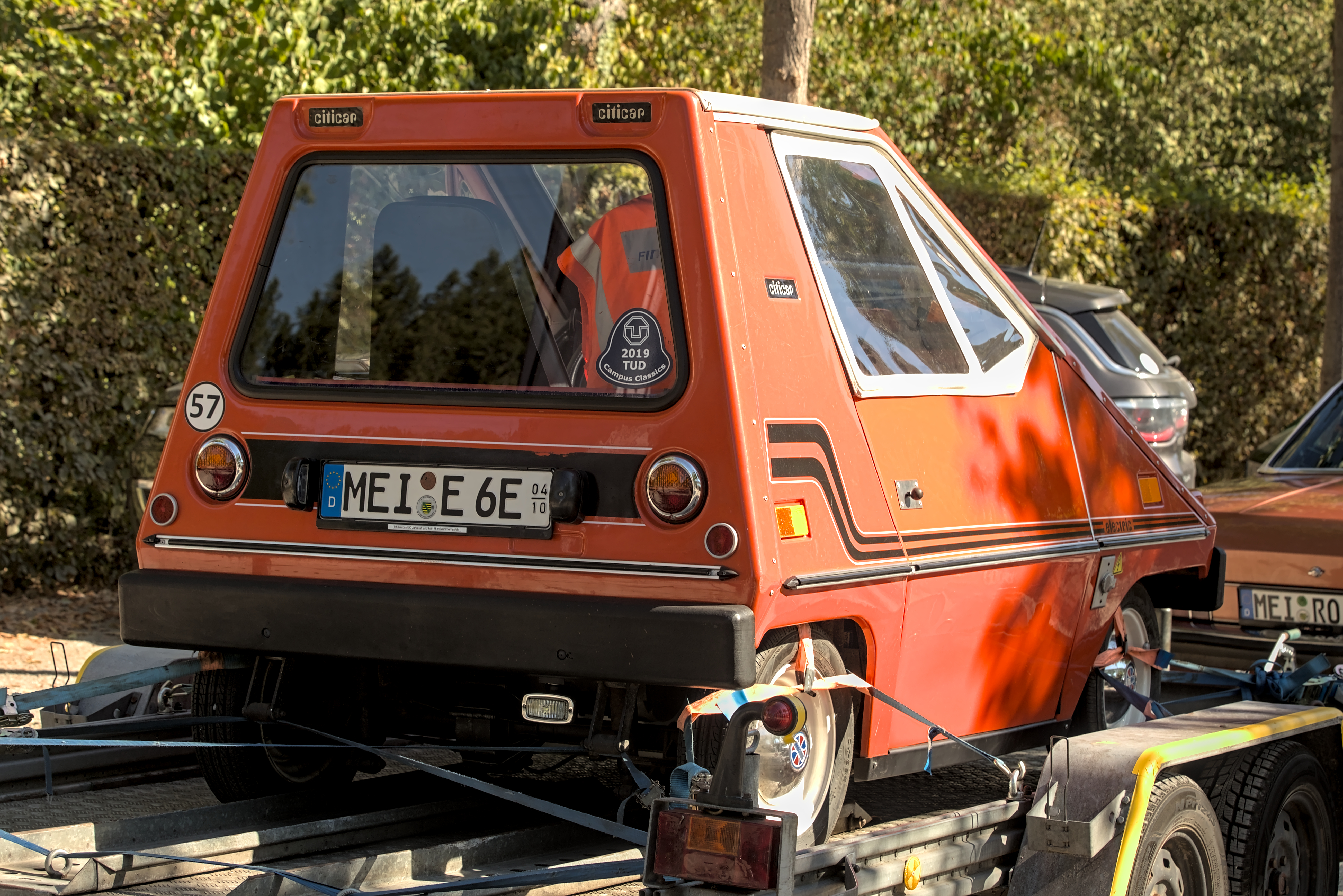
Citicar von hinten

Das Citicar war ein kleines Elektrofahrzeug, das ab 1974 von Sebring-Vanguard unter dem Eindruck der Ölkrise von 1973 hergestellt wurde. Es war ein Golfkart-artiges Gefährt, das eine Höchstgeschwindigkeit von 63 km/h erreichte. Die frühen Modelle hatten noch keine Sonderausstattung wie verschließbare Türen oder eine Klimaanlage. 1976 wurden so viele Citicars hergestellt, dass Sebring-Vanguard zum sechstgrößten Automobilhersteller der USA nach GM, Ford, Chrysler, AMC und Checker aufstieg. Die Fertigung lief bis 1977; insgesamt entstanden 2300 Citicars.
Die Commuter Vehicles, Inc. kaufte die Pläne des Citicar und benannte das Gefährt in Comuta-Car um. 1979 begann die Fertigung einer verbesserten Version und es entstanden noch einmal etwa 2000 Comuta-Cars und Comuta-Vans. Mit insgesamt 4444 hergestellten „C-Cars“ hielt dieses Modell den Rekord des meistverkauften straßenzugelassenen Elektroautos der Automobilgeschichte, bis er an den seit 2012 gebauten Tesla Model S ging.

## Modelle
Vom Citicar gab es drei Modelle. Das zuerst gefertigte Coupé war das kleinste. Es hatte eine glatte, schräge Front, ein flaches Dach und ein glattes, fast senkrechtes Heck. Frühe Modelle wurden von einem Elektromotor mit 1,8 kW angetrieben und waren mit einem 36-V-Batteriepaket ausgestattet. Ab Dezember 1974 wurden ein 2,6-kW-Motor und ein Batteriepaket mit 48 V eingebaut. Ab März 1975 gab es viele kleine Verbesserungen.
Die späteren Comuta-Car-Modelle wurden von einem 4,4-kW-Motor angetrieben und die Batterien wurden von ihrem Platz unter den Sitzen an die Stoßfänger verlegt, was das Auto etwa 400 mm länger machte als das 2438 mm lange Citicar.
Das größte Modelle hieß Citivan oder später Comuta-Van. Die Fahrzeuglänge wuchs auf 3607 mm; es wurde von einem 8,8-kW-Motor angetrieben und hatte ein 72-V-Batteriepaket und ein Dreiganggetriebe. Wie die anderen Modelle bot es zwei Sitzplätze, hatte aber auch einen Laderaum. Es war das einzige Modell mit Kofferraum und Schiebetüren. Viele Comuta-Van waren rechtsgelenkt und wurden an die U.S. Mail ausgeliefert.
Alle Modelle hatten einen geschweißten Aluminium-Rohrrahmen, eine Karosserie aus ABS, Starrachsen und Blattfedern vorne und hinten. Die Höchstgeschwindigkeiten schwankten zwischen 48 km/h und 80 km/h, die Reichweite lag bei bis zu 64 km.